# Großsteinbach (Austria)
Großsteinbach – gmina w Austrii, w kraju związkowym Styria, w powiecie Hartberg-Fürstenfeld. Liczy 1297 mieszkańców (1 stycznia 2015).